# シュレディンガー音頭
シュレディンガー音頭（シュレディンガーおんど）は、量子力学を題材に取った音頭。量子力学用語をちりばめた歌詞と、それをイメージした振り付けが特徴である。
1980年代に、西森拓（その後茨城大学助手、大阪府立大学助教授、広島大学教授を経て、現在明治大学特任教授、東京工業大学物理学科西森秀稔の弟）によって考案された。1984年、物性物理学の若手研究者たちによるセミナー「物性若手夏の学校」での夜の懇親会において披露され、全国の研究者に広まった。

## デビュー
第29回物性若手夏の学校の宴会中、東北大学から参加していた西森拓が「プサイにファイ」「プサイにファイ」と合いの手を誘いながら踊り出た。ψにΦの振りと共にこの掛け声が数回繰り返されると、西森は眼を閉じ首を振りながら、「チョイと出ましたシュレディンガー、あなたとわたしのシュレディンガー」、「サイン、コサイン、タンジェント」、「井戸型、谷型、周期型」、「アニール、アニール、クェンチ」、「拡散項」など量子力学、統計力学あるいは非線形物理の基本用語ほかさまざまな物理概念を盛り込んだ即興的歌詞を歌い、その形態を模した身体表現を見せた。なお、この最も初期のバージョンには「世の中すべて波だらけ」という歌詞は含まれておらず、物理用語の羅列からなる歌詞を基本としていた。

## 歌詞に現れる量子力学用語とその概説
プサイにファイ
波動関数を表すのにはギリシア文字のプサイ（Ψ、ψ）とファイ（Φ、φ）がもっともよく用いられる。
世の中すべて波だらけ
ド・ブロイが提案した物質波の概念の通り、量子力学によればすべての粒子は必ず波動性を持っている。
シュレーディンガー
波動力学の提唱者、エルヴィン・シュレーディンガーのこと。
サイン、コサイン、タンジェント
三角関数。波動を表す式にしばしば現れる。
井戸型、谷型、周期型
井戸型ポテンシャル、谷型ポテンシャル、周期型ポテンシャルのこと。初等量子力学の解説にしばしば現れる。
ゼーマン、異常ゼーマン
磁場中でスペクトル線が複数に分裂する現象ゼーマン効果のこと。またはそれを発見した物理学者ピーター・ゼーマンのこと。ゼーマン効果には正常ゼーマン効果と異常ゼーマン効果がある。
ボーズ凝縮
ボース＝アインシュタイン凝縮。低温で巨視的に観測可能な量のボース粒子が最低エネルギー状態になること。
フェルミ縮退
フェルミ縮退。フェルミ粒子はパウリの排他律のため低温でも高いエネルギー準位まで満たされた独特の分布をとる。完全にフェルミ縮退した粒子の占有数分布はフェルミエネルギー以下で1、それ以上では0という階段関数になる。
DNA
遺伝子の本体であるデオキシリボ核酸。エルヴィン・シュレーディンガーはその著書『生命とは何か』の中で生命と量子力学の関係について述べている。
超流動
超流動。ボース粒子がボース＝アインシュタイン凝縮を起こしたときに示す物性。粘性が0となるため、容器に入れても壁をはいあがって外にあふれてしまう。
ブラ、ケット、プロダクト、プロジェクション
物理学者ポール・ディラックがはじめた量子力学の記述法ブラケット表記の用語。
経路積分
経路積分。物理学者リチャード・P・ファインマンがはじめた量子力学の記述法。